# Joanne Calderwood
Joanne Calderwood (Irvine, 23 de dezembro de 1986) é uma ex-campeã de muay thai e lutadora de artes marciais mistas escocesa.

## Biografia
Calderwood começou a treinar Muay Thai por acidente. Quanto tinha 13 anos, seu irmão mais novo, que iria a aula com seu amigo, então sua mãe a pediu para ir acompanhá-lo. Ela se apaixonou e pediu a sua mãe para deixá-la sair da natação competitiva para fazer duas aulas por semana. Isto rapidamente a levou a fazer dois treinos por dia e gastar todo seu tempo treinando por conta própria entre essas sessões.
Ela trabalhou em diversos empregos enquanto crescia, incluindo um depois o ensino médio que envolvia ajudar crianças e pessoas que estavam nas máquinas de ventilação, monitorando-os no hospital e os ajudando quando precisavam. Mas aqueles eram turnos de 12 horas, que drenou a energia e fez com que ela tivesse dificuldade de treinar.
Ela eventualmente encontrou outra academia, deixou o emprego para trabalhar na academia e fez um compromisso significativo para sua transformação.
"Eu tive que tomar uma decisão se eu quisesse continuar lutando ou permanecer no meu trabalho," ela disse. "Eu queria continuar lutando."

## Muay Thai
Calderwood começou no Muay Thai em 2000 e foi nomeada Lutadora do Ano de 2009 da STBA. Ela é atualmente Campeã Peso Mosca Mundial do ISKA, Campeã Peso Mosca Europeia do IKF, Campeã Peso Mosca Europeia do WKL e Campeã Peso Mosca Britânica do WBC e é 2ª no ranking mundial no mundo pela Federação Mundial de Muaythai Profissional.

## Carreira no MMA
Joanne é a primeira lutadora de MMA profissional da Escócia. Ela venceu sua estreia contra Noellie Molina por nocaute técnico no primeiro round.
A luta seguinte de Calderwood foi no terceiro evento do indiano Super Fight League, SFL 3, contra Lena Ovchynnikova. Ela venceu a luta por decisão unânime.
Calderwood então competiu no On Top 5, derrotando Ainara Mota por nocaute técnico.

### Invicta Fighting Championships e Cage Warriors Fighting Championships
Ela competiu no terceiro evento do Invicta Fighting Championships, Invicta FC 3, contra Ashley Cummins em 6 de Outubro de 2012. Calderwood venceu por nocaute com uma joelhada no corpo no primeiro round. Ela foi premiada com o bônus de Nocaute da Noite pela vitória.
Calderwood era esperado para enfrentar Bec Hyatt no Invicta FC 4 em 5 de Janeiro de 2013 em Kansas City. No entanto, Hyatt foi movido para o evento principal e Calderwood foi colocada para enfrentar Livia von Plettenberg. Calderwood venceu a luta por decisão unânime. Essa foi a estreia de Calderwood no card principal de um evento do Invicta FC.
No Cage Warriors Fighting Championship 53 em 13 de Abril de 2013 em Glasgow, Calderwood enfrentou a americana Sally Krumdiack. Ela derrotou Krumdiack por nocaute técnico.
Calderwood era esperada para enfrentar a invicta faixa preta de Jiu Jitsu Brasileiro Claudia Gadelha no Invicta FC 6 em 13 de Julho de 2013, mas Gadelha foi movida para uma luta contra Ayaka Hamasaki após Carla Esparza sofrer uma lesão. Calderwood então foi colocada para enfrentar Sarah Schneider. Em 23 de Junho, Schneider também se retirou com uma lesão e foi substituída por Norma Rueda Center. Calderwood derrotou Rueda Center por decisão unânime.
Em 7 de Dezembro de 2013, Calderwood enfrentou Katja Kankaanpää no Invicta FC 7. Ela venceu a luta por decisão unânime.

### The Ultimate Fighter
Em 11 de Dezembro de 2013, foi anunciado que Calderwood havia assinado com o UFC junto com outras dez pesos palhas para competir no The Ultimate Fighter: Team Pettis vs. Team Melendez, que coroará a primeira Campeã Peso Palha do UFC.
Ela fez duas lutas no programa, a primeira foi contra Emily Kagan e ela venceu a luta por decisão majoritária, e a segunda contra Rose Namajunas, onde ela foi derrotada por finalização no segundo round.

### Ultimate Fighting Championship
Calderwood fez sua estreia no UFC contra a sul-coreana Seo Hee Ham em 12 de dezembro de 2014 no The Ultimate Fighter: A Champion Will Be Crowned Finale e venceu por decisão unânime.
Sua próxima aparição no UFC foi contra a estreante no UFC Maryna Moroz em 11 de abril de 2015 no UFC Fight Night: Gonzaga vs. Cro Cop 2. Calderwood foi surpresa na luta, sendo finalizada pela estreante ainda no primeiro round.
Calderwood era esperada para enfrentar Bec Rawlings em 18 de julho de 2015 no UFC Fight Night: Bisping vs. Leites, na primeira visita do UFC à Escócia. No entanto, Rewlings teve que se retirar da luta e foi substituída por Cortney Casey. Após uma luta sensacional, com ambas lutadoras dando tudo de si, Calderwood venceu por decisão unânime.
Calderwood era esperada para fazer sua primeira luta principal no UFC, contra Paige VanZant em 10 de dezembro de 2015 no UFC Fight Night: Namajunas vs. VanZant. No entanto, uma lesão a tirou do evento e ela foi substituída por Rose Namajunas.
Voltou aos octógonos em 2016, vencendo a canadense Valérie Létourneau por nocaute no 3º round, mas perdeu para a brasileira Jéssica Andrade três meses depois. Em 2017 lutou apenas uma vez, sendo derrotada por decisão unânime pela americana Cynthia Calvillo. Mas 2018 foi um ano 100% positivo com uma vitória sobre a brasileira Kalindra Faria (triângulo com chave de braço). Seguiu vencendo brasileira em 2019 e Ariane Lipski (decisão unânime) foi a vítima.
Ainda em 2019 teve uma derrota e uma vitória sobre americanas. Perdeu para Ketlyn Chookagian e venceu Andrea Lee. Em 2020 fez apenas uma luta, sendo derrotada pela brasileira Jennifer Maia por finalização (chave de braço).

## Cartel no MMA
| Cartel no MMA   |             |            |
| 22 lutas        | 15 vitórias | 7 derrotas |
| Por nocaute     | 5           | 0          |
| Por finalização | 1           | 4          |
| Por decisão     | 9           | 3          |

| Res.    | Cartel | Oponente              | Método                                     | Evento                                  | Data       | Round | Tempo | Local                 | Notas                                     |
| ------- | ------ | --------------------- | ------------------------------------------ | --------------------------------------- | ---------- | ----- | ----- | --------------------- | ----------------------------------------- |
| Derrota | 15-7   | Taila Santos          | Finalização (mata leão)                    | UFC Fight Night: Vieira vs. Tate        | 20/11/2021 | 1     | 4:49  | Las Vegas, Nevada     |                                           |
| Derrota | 15-6   | Lauren Murphy         | Decisão (dividida)                         | UFC 263: Adesanya vs. Vettori           | 12/06/2021 | 3     | 5:00  | Glendale, Arizona     |                                           |
| Vitória | 15-5   | Jessica Eye           | Decisão (unânime)                          | UFC 257: Poirier vs. McGregor 2         | 23/01/2021 | 3     | 5:00  | Abu Dhabi             |                                           |
| Derrota | 14-5   | Jennifer Maia         | Finalização (chave de braço)               | UFC Fight Night: Brunson vs. Shahbazyan | 01/08/2020 | 1     | 4:29  | Las Vegas, Nevada     |                                           |
| Vitória | 14-4   | Andrea Lee            | Decisão (dividida)                         | UFC 242: Khabib vs. Poirier             | 07/09/2019 | 3     | 5:00  | Abu Dhabi             |                                           |
| Derrota | 13-4   | Katlyn Chookagian     | Decisão (unânime)                          | UFC 238: Cejudo vs. Moraes              | 08/06/2019 | 3     | 5:00  | Chicago               |                                           |
| Vitória | 13-3   | Ariane Lipski         | Decisão (unânime)                          | UFC Fight Night: Cejudo vs. Dillashaw   | 19/01/2019 | 3     | 5:00  | Brooklyn, Nova Iorque |                                           |
| Vitória | 12-3   | Kalindra Faria        | Finalização (triângulo com chave de braço) | UFC Fight Night: Gaethje vs. Vick       | 25/08/2018 | 1     | 4:57  | Lincoln, Nebraska     |                                           |
| Derrota | 11-3   | Cynthia Calvillo      | Decisão (unânime)                          | UFC Fight Night: Nelson vs. Ponzinibbio | 16/07/2017 | 3     | 5:00  | Glasgow               |                                           |
| Derrota | 11-2   | Jéssica Andrade       | Finalização (guilhotina)                   | UFC 203: Miocic vs. Overeem             | 10/09/2016 | 1     | 4:38  | Cleveland, Ohio       |                                           |
| Vitória | 11-1   | Valérie Létourneau    | Nocaute Técnico (chute no corpo e socos)   | UFC Fight Night: MacDonald vs. Thompson | 18/06/2016 | 3     | 2:51  | Ottawa, Ontário       | Primeira Luta Peso Mosca Feminino do UFC. |
| Vitória | 10-1   | Cortney Casey         | Decisão (unânime)                          | UFC Fight Night: Bisping vs. Leites     | 18/07/2015 | 3     | 5:00  | Glasgow               | Luta da Noite.                            |
| Derrota | 9-1    | Maryna Moroz          | Finalização (chave de braço)               | UFC Fight Night: Gonzaga vs. Cro Cop II | 11/04/2015 | 1     | 1:30  | Kraków                |                                           |
| Vitória | 9-0    | Seo Hee Ham           | Decisão (unânime)                          | The Ultimate Fighter 20 Finale          | 12/12/2014 | 3     | 5:00  | Las Vegas, Nevada     |                                           |
| Vitória | 8-0    | Katja Kankaanpää      | Decisão (unânime)                          | Invicta FC 7: Honchak vs. Smith         | 07/12/2013 | 3     | 5:00  | Kansas City, Missouri |                                           |
| Vitória | 7-0    | Norma Rueda Center    | Decisão (unânime)                          | Invicta FC 6: Coenen vs. Cyborg         | 13/07/2013 | 3     | 5:00  | Kansas City, Missouri |                                           |
| Vitória | 6-0    | Sally Krumdiack       | Nocaute Técnico (socos)                    | Cage Warriors Fighting Championship 53  | 13/04/2013 | 1     | 3:08  | Glasgow               |                                           |
| Vitória | 5-0    | Livia von Plettenberg | Decisão (unânime)                          | Invicta FC 4: Esparza vs. Hyatt         | 05/01/2013 | 3     | 5:00  | Kansas City, Kansas   |                                           |
| Vitória | 4-0    | Ashley Cummins        | Nocaute (joelhada no corpo)                | Invicta FC 3: Penne vs. Sugiyama        | 06/10/2012 | 1     | 3:13  | Kansas City, Kansas   | Nocaute da Noite.                         |
| Vitória | 3-0    | Ainara Mota           | Nocaute Técnico (socos)                    | On Top 5                                | 02/06/2012 | 2     | 2:46  | Glasgow               |                                           |
| Vitória | 2-0    | Lena Ovchynnikova     | Decisão (unânime)                          | Super Fight League 3                    | 06/05/2012 | 3     | 5:00  | New Delhi             |                                           |
| Vitória | 1-0    | Noellie Molina        | Nocaute Técnico (socos)                    | On Top 4                                | 25/02/2012 | 1     | 3:13  | Glasgow               |                                           |